# Rallye Dakar 1982
Navigation
Édition précédente Édition suivante
Le Rallye Dakar 1982 ou Paris-Dakar 1982 est la quatrième édition du Rallye Dakar. Le départ est donné le 1er janvier 1982 à Paris et il se termine le 20 janvier 1982. Sur les 385 engagés qui prennent la route (233 autos, 129 motos et 23 camions), seuls 127 véhicules gagnent l'arrivée. Claude Marreau et Bernard Marreau remportent la catégorie auto, Cyril Neveu la catégorie moto et Georges Groine, Thierry de Saulieu et Bernard Malferiol la catégorie camion.

## Étapes
| Étape | Date        | De                       | À                        | Total (km)               |
| ----- | ----------- | ------------------------ | ------------------------ | ------------------------ |
| 1     | 1er janvier | Paris                    | Olivet                   | 4                        |
| 2     | 2 janvier   | Olivet                   | Sète                     | 7,5                      |
|       | 3 janvier   | Transport vers l'Afrique | Transport vers l'Afrique | Transport vers l'Afrique |
| 3     | 4 janvier   | Alger                    | Ouled Djellal            | 470                      |
| 4     | 5 janvier   | Ouled Djellal            | Hassi Messaoud           | 177                      |
| 5     | 6 janvier   | Hassi Messaoud           | Bordj Omar Driss         | 414                      |
| 6     | 7 janvier   | Bordj Omar Driss         | Mésange                  | 568                      |
| 7     | 8 janvier   | Mésange                  | Timiaouine               | 538                      |
| 8     | 9 janvier   | Timiaouine               | Gao                      | 740                      |
|       | 10 janvier  | Jour de repos à Gao      | Jour de repos à Gao      | Jour de repos à Gao      |
| 9     | 11 janvier  | Gao                      | Mopti                    | 538                      |
| 10    | 12 janvier  | Mopti                    | Gao                      | 570                      |
|       | 13 janvier  | Jour de repos à Gao      | Jour de repos à Gao      | Jour de repos à Gao      |
| 11    | 14 janvier  | Gao                      | Tombouctou               | 424                      |
| 12    | 15 janvier  | Tombouctou               | Niono                    | 558                      |
| 13    | 16 janvier  | Niono                    | Nioro du Sahel           | 517                      |
| 14    | 17 janvier  | Nioro du Sahel           | Tambacounda              | 310                      |
| 15    | 18 janvier  | Tambacounda              | Dara                     | 306                      |
| 16    | 19 janvier  | Dara                     | Tiougoune                | 250                      |
| 17    | 20 janvier  | Tiougoune                | Dakar                    | 100                      |

## Classements finaux

### Motos
| Pos. | Pilote             | Pays   | Moto   |
| ---- | ------------------ | ------ | ------ |
| 1    | Cyril Neveu        | France | Honda  |
| 2    | Philippe Vassard   | France | Honda  |
| 3    | Grégoire Verhaegue | France | Barigo |
| 4    | Guy Albaret        | France | Yamaha |
| 5    | Michel Merel       | France | Yamaha |

- Michel Merel remporte quatre étapes dont trois consécutives (9éme à 12éme étapes)[1].
- Cyril Neveu remporte quatre étapes[1].
- Guy Albaret remporte deux étapes[1].

### Autos
| No. | Pilote / copilote                      | Pays            | Auto        |
| --- | -------------------------------------- | --------------- | ----------- |
| 1   | Claude Marreau / Bernard Marreau       | France          | Renault     |
| 2   | Jean-Claude Briavoine / André Deliaire | France          | Lada        |
| 3   | Jean-Pierre Jaussaud / Michel Brière   | France          | Mercedes    |
| 4   | Pierre Lartigue / Patrick Destaillats  | France          | Range Rover |
| 5   | Jacky Ickx / Claude Brasseur           | Belgique France | Mercedes    |

- Le duo Jacky Ickx / Claude Brasseur remporte six étapes[1]. Le copilote Claude Brasseur n'est autre que l'acteur populaire (fils de Pierre Brasseur) accomplissant son rêve de participer à un Rallye Dakar[3]. En hommage à la compétition, il chantera et sortira en 1986, le single Chasseur de rêves[4].
- Le duo Jean-Claude Briavoine / André Deliaire remporte deux étapes[1].

### Camions
| Pos. | Pilote / copilote                                       | Pays     | Camion   |
| ---- | ------------------------------------------------------- | -------- | -------- |
| 1    | Georges Groine / Thierry de Saulieu / Bernard Malferiol | France   | Mercedes |
| 2    | Pierre Laleu / Bernard Langlois                         | France   | Mercedes |
| 3    | Jan de Rooy / Gérard Straetmans                         | Pays-Bas | DAF      |
| 4    | Claude Hervé / Jean-Claude Garcia                       | France   | ACMAT    |
| 5    | Etienne Martinez / Jean-Paul Oligo                      | France   | Mercedes |